# Prvenstvo Hrvatske u nogometu za juniore 1994./95.
Juniorski prvaci Hrvatske u nogometu za sezonu 1994./95. su bili nogometaši Hajduka iz Splita.

## Prvi rang
Prvo je igrano po regijama nogometnog saveza, a četiri najuspješnije momčadi su se plasirale u završnicu.

### Završnica
Konačni poredak: 

1. Hajduk (Split) 

2. Osijek (Osijek) 

3. Croatia (Zagreb) 

4. Rijeka (Rijeka)